# Archivio storico dell'Istituto veneto di scienze, lettere ed arti
L'Archivio storico dell'Istituto veneto di scienze, lettere ed arti è conservato nelle strutture dell'Istituto stesso, presso palazzo Loredan.

## Storia archivistica
Sulla scia dei progetti attivati negli anni 50 e 80 del novecento è ripartita l'opera di inventariazione dell'archivio corrente dell'Istituto; che, per via della mole di materiale e del continuo afflusso di carte, non è mai stato completamente inventariato.

## I documenti
Nell'archivio sono contenuti tutti i documenti prodotti dall'Istituto Veneto dal 1840 ad oggi.
Una ripartizione contiene i documenti prodotti dal Istituto nazionale, per le sezioni di Padova e Venezia.
Nell'archivio sono presenti gli atti dell'Istituto, verbali delle adunanze, documenti interni e lettere dei soci ecc.